# Genealogy
Genealogy е арменска група, сформирана от певци, принадлежащи към арменската диаспора, пръсната по цял свят след Арменския геноцид през 1915 г.
Групата представя Армения на Евровизия 2015 във Виена, Австрия с песента „Face the shadow“ („Срещу сянката“). Пет от певците представляват всеки един от петте континента, а Инга Аршакян – самата Армения. Сформирането на групата символизира съюза между арменците по света.

## Участници
| Континет | Страна    | Артист                       | Рожден ден          | Дата на присъединяване |
| -------- | --------- | ---------------------------- | ------------------- | ---------------------- |
| Африка   | Етиопия   | Ваге Тилбиян                 | 2 май 1980 г.       | 23 февруари 2015 г.    |
| Америка  | САЩ       | Тамар Капрелян               | 28 октомври 1986 г. | 20 февруари 2015 г.    |
| Азия     | Япония    | Стефани Топалян              | 5 август 1987 г.    | 27 февруари 2015 г.    |
| Европа   | Франция   | Есаи Алтунян                 | 5 нояември 1980 г.  | 16 февруари 2015 г.    |
| Океания  | Австралия | Мери-Джин О'Доерти Басмаджян | 2 април 1982 г.     | 3 март 2015 г.         |
| Армения  | Армения   | Инга Аршакян                 | 18 март 1982 г.     | 12 март 2015 г.        |